# SwanCrystal
La SwanCrystal est la troisième (et dernière) version de la WonderSwan, la console de jeu portable de Bandaï, succédant à la WonderSwan et à la WonderSwan Color. Elle fut disponible au Japon en juillet 2002.
Elle ne se différencie pas beaucoup de sa grande-sœur, la WonderSwan Color, excepté au niveau de l'écran, où la SwanCrystal utilise un écran LCD a matrice active, supérieur en termes de temps de réponse à la technique utilisée précédemment (FSTN reflective). Finalement, cela donne un écran plus net, précis durant le jeu, grâce à un contraste plus important. Par conséquent, la SwanCrystal ne possède pas de potentiomètre pour ajuster le contraste, potentiomètre que l'on retrouve sur les autres modèles.
La SwanCrystal est compatible avec les jeux de la WonderSwan Color, mais aussi avec ceux de la WonderSwan originale.

## Informations techniques
| Caractéristique   | Valeur                                                                                              |
| ----------------- | --------------------------------------------------------------------------------------------------- |
| Constructeur      | Bandaï                                                                                              |
| Année de sortie   | 2002 (Japon)                                                                                        |
| Type              | portable                                                                                            |
| CPU               | SPHINX2 (SGPY-1002) basé sur le NEC V30MZ, clone du Intel 80186, à 3.072 MHz                        |
| RAM interne       | 64Ko                                                                                                |
| Vidéo             | 224 × 144 pixels, écran couleur LCD TFT de 2,8 pouces a sans rétroéclairage, de 241 à 4096 couleurs |
| Audio             | Speaker mono intégré ou stéréo avec un casque audio                                                 |
| Support(s) de jeu | Cartouche                                                                                           |
| Dimensions        | 127,7 × 77,5 × 24,3 mm                                                                              |
| Poids             | 95 g                                                                                                |
| Autonomie         | 15 heures avec 1 pile électrique AA                                                                 |